# Músicos en la naturaleza
Músicos en la Naturaleza es un festival que se celebra anualmente en la Sierra de Gredos (Provincia de Ávila, España), desde 2006, con fechas variables durante los meses de verano.
El festival se celebra en el municipio de Hoyos del Espino, en el kilómetro 1 de la Carretera de la Plataforma de Gredos, en la llamada "Finca Mesegosillo". Hoyos del Espino es un municipio de poco más de 400 habitantes pero con un gran número de plazas de alojamiento por lo turístico de la zona. Igual ocurre en municipios cercanos como Navarredonda de Gredos o Navacepeda de Tormes, pero aun así el trabajo para poder recibir en muchas ediciones a los 12.000 espectadores que han acudido, es bastante importante.
Debido a lo alejada de la zona donde se celebra, se habilitan plazas de aparcamiento en el municipio, autobuses desde los municipios cercanos como San Juan de Gredos, incluso desde El Barco de Ávila, Arenas de San Pedro y Candeleda. También hay un gran despliegue de medios sanitarios, con un hospital de campaña, así como de orden público.

## Ediciones

### Sting (2006)
Celebrado el 1 de julio de 2006 a las 22:30 horas con la gira mundial de Broken Music del exlíder del grupo Police: Sting

### Pet Shop Boys (2007)
Celebrado los días 29 y 30 de junio de 2007 en la finca Mesegosillo para disfrutar de la música de Pet Shop Boys, Dolores O'Riordan, Echo & The Bunnymen, Antonio Vega y Nacho García Vega (Nacha Pop), Los Ronaldos, Los Secretos y los hermanos Auserón (ex Radio Futura). Asistieron más de 9.000 personas

### Bob Dylan y Amaral (2008)

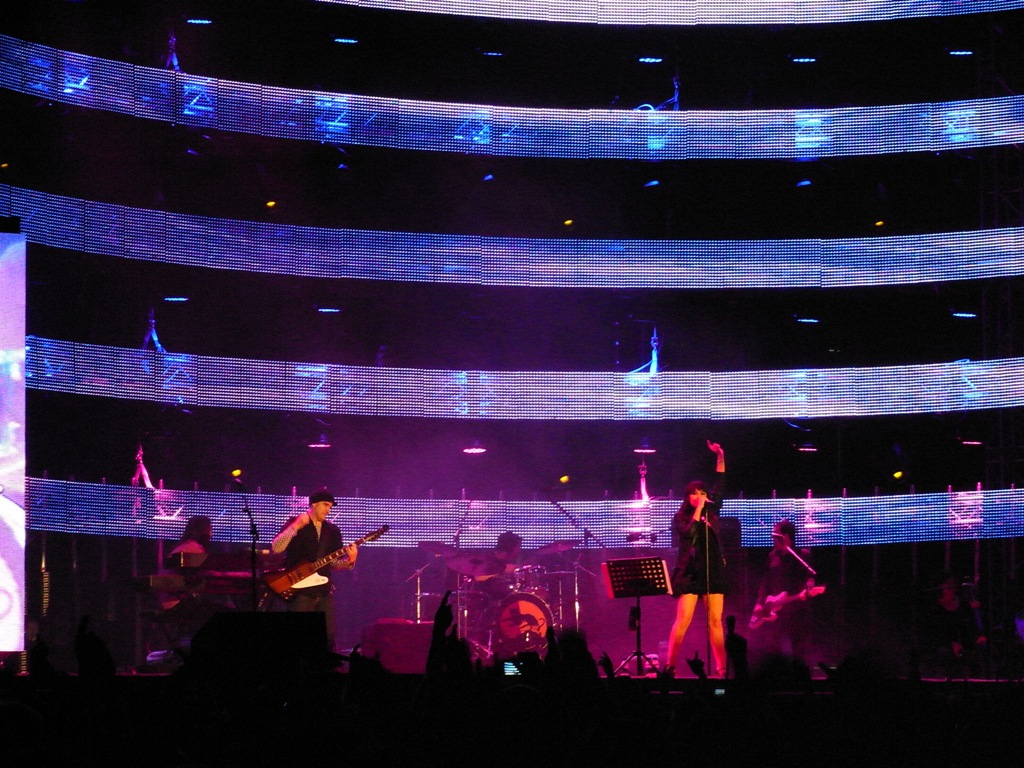
Concierto de Amaral en el festival de 2008.

Celebrado el 28 de junio de 2008, Bob Dylan y Amaral fueron los artistas que reunieron a más de 13.000 personas.

### Miguel Ríos (2009)
Celebrado el 11 de julio de 2009 fue el inicio de la gira de despedida de Miguel Ríos. En una edición tan especial, durante más de dos horas el granadino estuvo acompañado de sus amigos Pereza, Revolver, Rosendo, MClan, Celtas Cortos, Mikel Erentxun, Iván Ferreiro, Ana Belén, Quique González, Rebeca Jiménez y Burning. Asistieron más de 10.000 personas.

### Mark Knopfler (2010)
Celebrado el 31 de julio de 2010 con la actuación de Mark Knopfler. Esta gira sirvió para presentar su nuevo disco Get Lucky.

### Joaquín Sabina y Andrés Calamaro (2011)
Celebrado el 2 de julio de 2011 con Joaquín Sabina y Andrés Calamaro juntos tal y como hicieron en 1996 en la despedida de Los Rodríguez.

### The Beach Boys (2012)
Celebrado el 21 de julio de 2012 con uno de los dos conciertos de The Beach Boys, junto con Los Secretos.
Este año por primera vez El Camping de Gredos organizó otros conciertos gratuitos a continuación del principal a pocos metros de recinto oficial con gran éxito de público.

### Deep Purple, Loquillo y Bebe (2013)

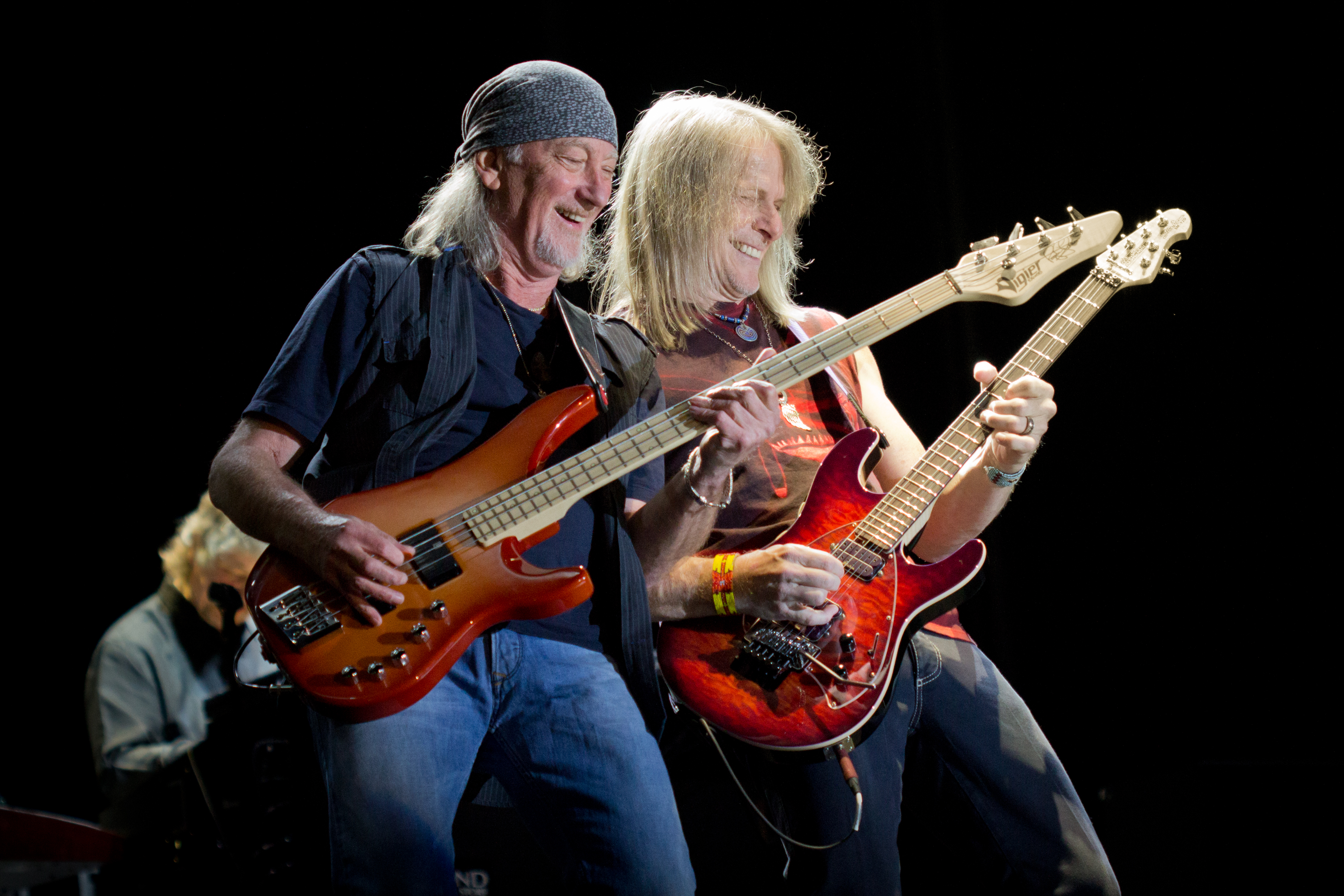
Deep Purple tocando en el festival.

Celebrado el 27 de julio de 2013 encabezado por los británicos Deep Purple, en el único concierto en España de ese año, junto al barcelonés Loquillo y a la Bebe.
Nuevamente El Camping de Gredos organizó otros conciertos gratuitos con gran éxito.

### John Fogerty, Rosendo y Rebeca (2014)
Celebrado el 5 de julio de 2014 encabezado por el californiano John Fogerty, exmiembro del grupo de rock Creedence Clearwater Revival, con su último disco Wrote A Song For Everyone. Actuó también el madrileño Rosendo, exmiembro de grupos míticos como Ñu o Leño, presentando su último trabajo Vergüenza Torera. Por último también estuvo Rebeca Jiménez, dentro de la gira de su último trabajo Valiente. Las 12.000 entradas se agotaron el mismo día del concierto.
Por primer año se celebraron también otros conciertos gratuitos en Hoyos del Espino y Navarredonda de Gredos durante ese viernes, sábado y domingo.

### Mark Knopfler, Fito & Fitipaldis y La M.O.D.A. (2015)
Celebrado el 25 de julio de 2015 con Mark Knopfler, por segunda vez en este festival, y Fito & Fitipaldis. Las 12.000 entradas se agotaron el 19 de marzo, cuatro meses antes del concierto.

### Manolo García, Duncan Dhu y The Orchestra feat Electric Light Orchestra (2016)
Tras muchas semanas de espera para conocer el cartel, a mediados de abril se tuvo que adelantar que ante los rumores existentes, el festival seguiría celebrándose y sería el 30 de julio. Días después se confirmó que el cartel de este año sería Manolo García, Duncan Dhu y The Orchestra feat Electric Light Orchestra.

### Sting, Amaral y Nikki Hill (2017)
A las puertas de la Navidad, el 16 de diciembre, se anunció el retorno de Sting y Amaral como cabezas de cartel para el 8 de julio. Días después se informó de la incorporación de Nikki Hill al festival

### Maná, Tequila y Coque Malla (2018)
Hasta el 20 de marzo no se supo que Maná, Tequila y Coque Malla serían los integrantes de la XIII edición el 21 de julio de ese mismo año.

### Rod Stewart (2019)
De una forma bastante temprana, el 19 de noviembre de 2018 se anunció que Rod Stewart sería el cabeza del cartel para el concierto del siguiente 29 de junio. Las entradas comenzaron a venderse el 23 de noviembre.

### C Tangana, Leiva e Ivan Ferreiro (2022)
El festival cambió de fecha después de haber tenido que cancelarse por motivos de seguridad al estar cerca de los incendios que hubo en la sierra de Gredos en 2022. Finalmente fue el sábado 10 de septiembre cuando se celebró. Los músicos invitados fueron: Iván Ferreiro, Leiva y C. Tangana. 

### Melendi (2023)
El 7 de agosto de 2023, y con menos tiempo de lo previsto, la organización del Festival anunció que la XVI edición de Músicos en la Naturaleza estaría encabezada con Melendi, que estuvo acompañado de La Cabra Mecánica, La Habitación Roja y Carolina Durante. Esta edición se celebró el 9 de septiembre.

### Estopa (2024)
El cartel de 2024 fue anunciado el 27 de mayo con Estopa como artista principal, acompañados de Kiko Veneno y Muchachito Bombo Infierno. Este año la fecha de celebración cambió al 20 de julio.